# 思旸镇
思旸镇，是中华人民共和国贵州省黔东南苗族侗族自治州岑巩县下辖的一个乡镇级行政单位。

## 行政区划
思旸镇下辖以下地区：
思旸社区、大榕村、铜古田村、新安村、盘街村、板桥村、岑丰村、磨寨村、马院村、双龙村、瓦窑村、龙江村、亚坝村、桐木村和坪坝村。
2019年8月8日，将原思旸镇舞水社区、万福社区、新兴村、马坡村划归㵲水街道管辖。行政区划调整后，思旸镇辖思州社区、龙江村、铜鼓田村、新安村、盘街村、板桥村、岑峰村、磨寨村、双龙村、坪坝村、桐木村。